# Britz (Berlin)
Britz, Berlin-Britz – dzielnica (Ortsteil) Berlina w okręgu administracyjnym Neukölln. Od 1 października 1920 w granicach miasta.
W odległości ok. jednego km od parku Britzer Garten, przy ul. Alt-Britz, znajduje się średniowieczny pałac i przynależne budynki z ok. 1690 oraz ogród w stylu barokowym z 1865 roku zagospodarowane na nowo.
W latach 1925–1933 zrealizowano tu jeden z pierwszych socjalnych projektów mieszkaniowych tzw. wielki zespół mieszkaniowy Britz (niem. Grosssiedlung Britz), znany również jako Osiedle Podkowy (niem. Hufeisensiedlung). W lipcu 2008 zespół ten wraz z pięcioma innymi modernistycznymi zespołami mieszkaniowymi Berlina został wpisany na listę dziedzictwa kulturowego UNESCO.

## Transport
Przez dzielnicę przebiega linia U7 ze stacjami:
- Blaschkoallee
- Parchimer Allee
- Britz-Süd